# Antisa Khvichava
Antisa Khvichava (georgiano: ანტისა ხვიჩავა) (anteriores a la reforma de Rusia: Антіса Кхвічава) (moderna de Rusia: Кхвичава Антиса) (Georgia, 8 de julio de 1880 - Georgia, 30 de septiembre de 2012) fue una supercentenaria europea que llegó a vivir 132 años, como numerosos documentos han llegado a afirmar, superando a Jeanne Calment. Se ha generado mucha controversia alrededor de su persona durante los últimos años, ya que en vida afirmaba tener una edad que era realmente cuestionable, ya que supera en más de 10 años a la segunda de la lista nombrada anteriormente.

## Biografía
Numerosos documentos, incluyendo su pasaporte de la época soviética, un libro de pensiones, notas en archivos y según admitió Georgiy Meurnishvili, vocero del registro civil del Ministerio de Justicia, confirman que Khvichava, del oeste de la ex República Soviética, nació en 1880 -siglo XIX-.
Estudió hasta cuarto año del primario, y posteriormente dedicó una sorprendente cantidad de años a trabajar en su vivienda y cultivando té, maíz y vegetales, además de cuidar el ganado. En 1949 falleció su esposo, por lo que mantuvo prácticamente sola a sus hijos. Sin embargo, su retiro como recogedora de té y maíz ocurrió en 1965, cuando tenía ya 85 años.
Su certificado de nacimiento se perdió, como les ocurrió a muchas otras personas en el siglo pasado, en medio de revoluciones y una guerra civil que siguió al colapso del Imperio ruso. Antisa explicó además, que siempre ha gozado de buena salud y cumplido labores a lo largo de toda su vida, a pesar de que sobre el final de su vida se encontraba mayormente sobre su cama por su avanzada edad. La supercentenaria no conocía el idioma georgiano por sus escasos estudios infantiles, por lo que hablaba con el idioma local, el mingreliano.
Debido a sus problemas de movilización, la anciana vivió con su nieto de aproximadamente 40 años en una remota aldea montañosa en el pueblo de Sachino, a unos 370 kilómetros al oeste de Tiflis, en Georgia. Decenas de funcionarios, vecinos, amigos y descendientes respaldan que la mujer es la persona más longeva del mundo.
En 2010, cumplió 130 años y realizó una pequeña celebración en su casa. A su vez, el ya mencionado Meurnishvili mostró dos documentos de la época de la Unión Soviética que asegura, demuestran su edad. Posee 10 nietos, 12 bisnietos y seis tataranietos; y solo le sobrevive un hijo. El funcionario Gia Vashadze expresó que desea poder comprobar su edad y de esa forma, incluirla en el Guinness World Records como "la persona más vieja del mundo", título que el 31 de enero de 2010, con el deceso de la estadounidense  Eunice Sanborn (de 115 años), el Grupo de Investigación de Gerontología reconoce en la actualidad a la estadounidense Besse Cooper, que cuenta con 114 años; es decir que Antisa tenía 16 años cuando nació.
Por su parte, en 2009 murió Sahan Dosova (1879-2009) y en 2010, Maria Olivia da Silva (1880-2010) de Brasil. Ambas reconocieron haber alcanzado los 130 años, pero su falta de documentos impidió que se les reconociera el título de la más longeva a nivel mundial.